# Walter Spies

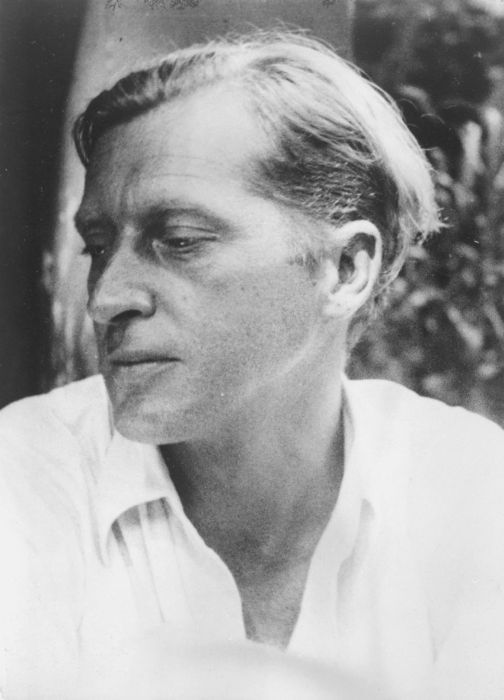
Walter Spies, 1930er Jahre

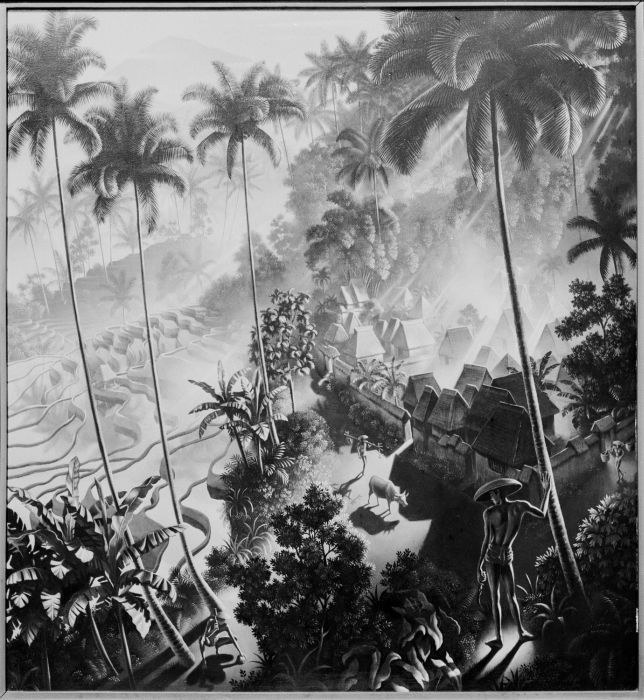
Walter Spies: Iseh im Morgenlicht

Walter Spies (* 15. September 1895 in Moskau; † 19. Januar 1942 westlich von Nias im Indischen Ozean) war ein deutscher Musiker und Maler, der durch sein Leben und Arbeiten auf Bali bekannt wurde. Die moderne indonesische Malerei verdankt ihm viele Anregungen.

## Leben
Walter Spies entstammte einer angesehenen und seit Generationen in Russland ansässigen deutschen Kaufmannsfamilie. Sein Großvater und Vater Leon waren beide deutscher Konsul am Zarenhof. Der Bruder Leo Spies war Komponist und Dirigent, seine Schwestern Ira Sängerin und Daisy Spies Tänzerin. Walter Spies besuchte das Internat Vitzthum-Gymnasium in Dresden, die Sommer verbrachte er auf dem Landgut der Familie in Nekljudovo bei Moskau. Seit früher Kindheit interessierte sich Spies für Musik, besonders für das Werk Skrjabins. Im Herbst 1914 wurde Leon Spies verhaftet und nach Sibirien verbannt. Die Mutter verwandelte das Haus der Familie in Moskau in ein Rotkreuz-Hospital. Im Alter von 20 Jahren, nun im wehrfähigen Alter, wurde Walter Spies an der unteren Wolga interniert. Nach dem Ende des Krieges kehrte er nach Moskau zurück, doch seine Familie war inzwischen nach Deutschland ausgereist. Er lebte als Bühnenarbeiter für die Oper. Im Sommer 1919 reiste er als Schwarzfahrer nach Dresden, wo sich seine Familie angesiedelt hatte. Er malte, war aber mit den Ergebnissen seiner Arbeit unzufrieden.

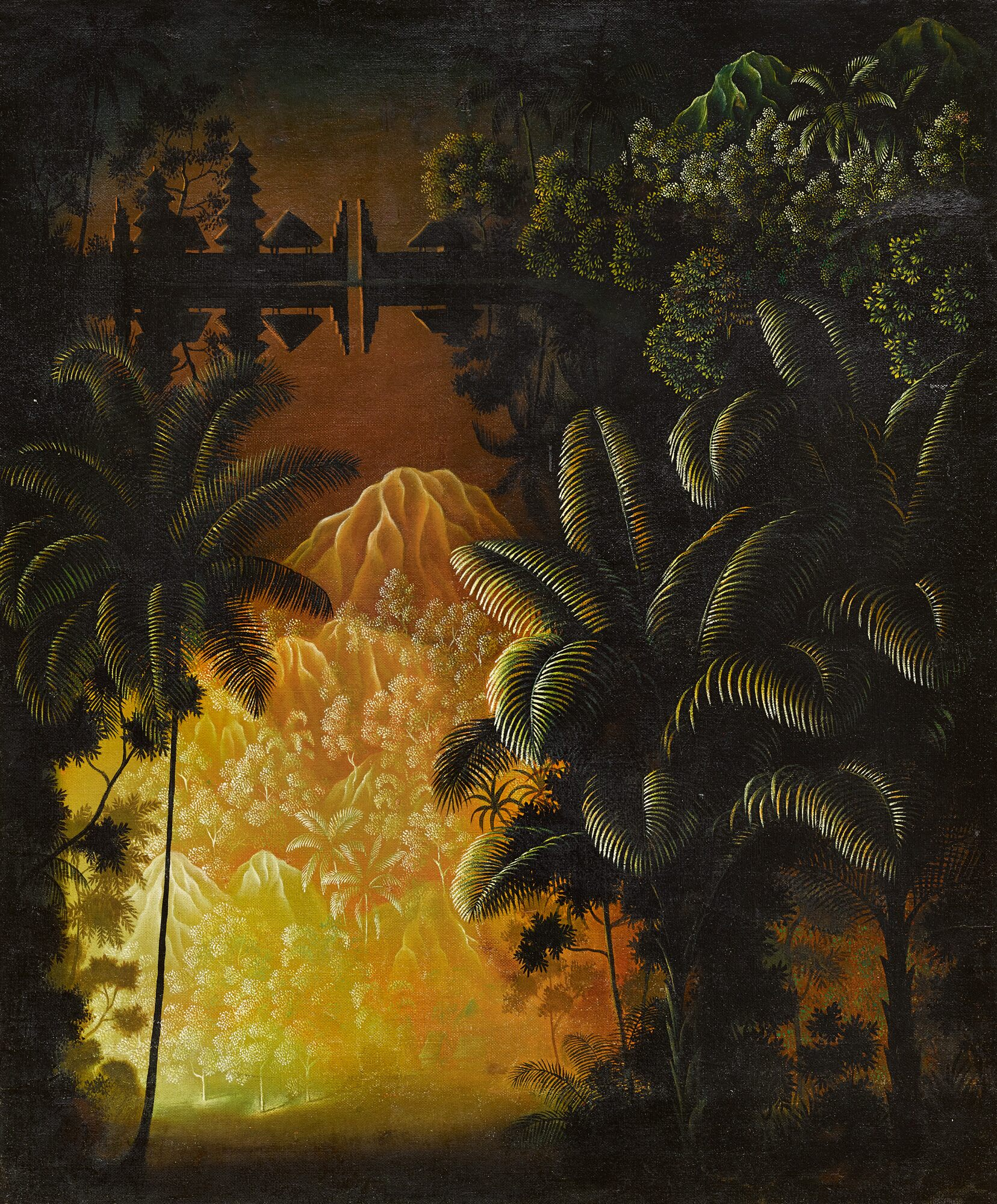
Walter Spies, Berge und Teich

In Deutschland war Spies zunächst mit dem Pianisten Hans Jürgen von der Wense befreundet. Sie zogen zusammen in die Gartenstadt Hellerau, wo sie im Haus der Bildhauerin Hedwig Jaenichen-Woermann lebten. Im Winter 1920 siedelte Spies nach Berlin über, wo er die Bühnenbilder zu Knut Hamsuns Schauspiel „Spiel des Lebens“ entwarf. Später war Spies Assistent des Stummfilmregisseurs Friedrich Murnau.
1923 heuerte Spies auf dem Dampfschiff Hamburg als Matrose an und desertierte im Oktober mit Hilfe eines niederländischen Freundes in Batavia, dem heutigen Jakarta im Westen der Hauptinsel Java. Zunächst kam er bei der Familie seines Freundes in Bandung unter, wo er als Klavierspieler in einem Stummfilmkino arbeitete. Nach zwei Monaten siedelte er nach Yogyakarta über, um als Klavierlehrer zu arbeiten, abends spielte er in einem Klub. 1924 holte ihn der Sultan von Yogyakarta, Hamengkubuwono VIII., als Pianist und Kapellmeister an seinen Hof. Er sollte dem Tanzorchester europäische Musik beibringen.
Im April 1925 besuchte er das erste Mal Bali, 1927 zog er auf die Insel. Zuerst wohnte er am Hof des Fürsten und Politikers Tjokorde Gede Rake Sukawati in Ubud, dann baute er in Campuan am Fluss Oos ein eigenes einfaches Bambus-Haus mit Strohdach. Im Garten legte er traditionelle balinesische Teiche an und stellte hinduistische Schreine auf. Spies begann, sich mit der balinesischen Kultur auseinanderzusetzen. Gefördert vom Fürsten Tjocorde Gede Agung Sukawati reformierte er die balinesische Malerei und gründete Gamelanmusikensembles. In den 1930er Jahren wurde sein Haus zum kulturellen Zentrum Balis. Künstler, Musiker, Schriftsteller, Forschungsreisende und Schauspieler aus aller Welt waren bei ihm zu Gast. Darunter waren u. a. der Regisseur Victor von Plessen (1931), Charlie Chaplin, der kanadische Komponist Colin McPhee, dessen Frau Jane Belo, der Maler Miguel Covarrubias, Gregory Bateson und die Ethnologin Margaret Mead. Mit Katharane Mershon entwarf er für einen Film die Choreographie des Kecak-Tanzes, der heute noch für Touristen aufgeführt wird. Zusammen mit dem niederländischen Maler Rudolf Bonnet hatte er großen Einfluss auf die Entwicklung der balinesischen Malerei. Er gilt als Primitivist oder magischer Realist.

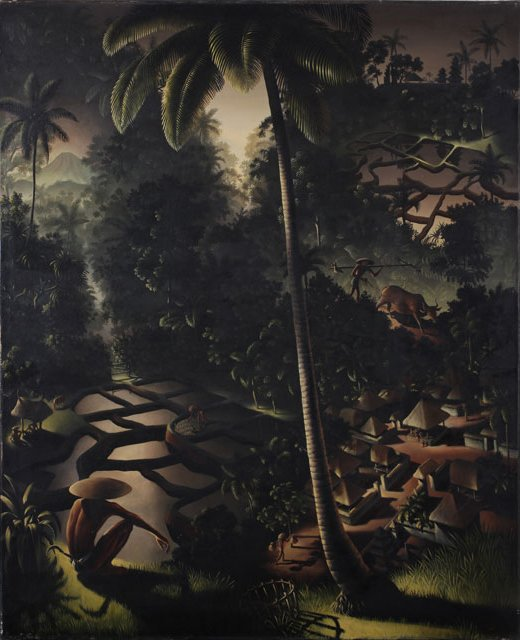
Walter Spies, Blick von Oben

Ab 1937 zog er sich zunehmend zurück, weil er einerseits nicht mehr den Touristenführer spielen wollte und andererseits als Homosexueller zunehmend angefeindet wurde. Seit 1935 hatte der „Vaderlandsche Club“ in Jakarta gegen europäische Homosexuelle polemisiert, die angeblich die einheimische Jugend verdarben, und eine Verhaftungswelle ausgelöst. Nach der Verhaftung von McPhee versuchte Spies, nach West-Bali zu fliehen, aber am Silvestertag 1938 wurde er wegen „unmoralischen Verhaltens“ acht Monate in Gewahrsam genommen. Die Anzeige erfolgte durch einen örtlichen Nazi-Anhänger. Sein Gamelan-Orchester musizierte regelmäßig vor seinem Gefängnis in Denpasar. In der Folge wurde er von der Pita Maha Association ausgeschlossen.
Nach dem Einmarsch deutscher Truppen in Holland wurde Spies zunächst im unter niederländischer Herrschaft stehenden Bali interniert und dann nach Java und Sumatra verbracht. Kurz vor der japanischen Invasion im Januar 1942 sollte er mit anderen deutschen Internierten auf dem Frachtschiff Van Imhoff von Sumatra nach Ceylon gebracht werden. Spies starb am 19. Januar 1942 zusammen mit 411 internierten Deutschen vor Nias bei oder nach dem Untergang der Van Imhoff, nachdem diese von einer japanischen Fliegerbombe getroffen worden war. Die niederländische Besatzung hatte fast alle Rettungsboote für sich in Anspruch genommen und die verbleibenden unbrauchbar gemacht, so dass die deutschen Internierten mit dem Schiff untergingen oder nach dem Untergang ertranken.
Rudolf Bonnet entwarf einen Gedenkstein, der in Campuhan aufgestellt wurde. Das Haus von Spies in Campuan ist heute Teil eines Hotels.

## Rezeption
Dreharbeiten zu einem geplanten Film über Spies’ Einfluss auf die balinesische Kunst sind der Hintergrund des Fernsehfilms Bali, die István Szabó 1984 für das ZDF drehte. Der englische Ethnologe Nigel Barley verfasste den Roman Island of Demons über das Leben von Spies.
Der Roman Der Garten meiner Mutter von Anuradha Roy (deutsch 2020) schildert das Leben einer fiktiven indischen Malerin, die als Kind bei einer Reise mit ihrem Vater nach Bali Walter Spies begegnet. Nach dem Tod ihres Vaters wird sie verheiratet und nimmt eine Wiederbegegnung mit Walter Spies zum Anlass, aus den Zwängen ihrer Ehe auszubrechen, in seinem Umfeld auf Bali zu leben und sich ganz ihrer Malerei zu widmen.